# 兰玉杰
兰玉杰（1966年11月—），男，安徽阜阳人，中国管理学家，主要从事企业理论、公司治理、人力资源管理等领域研究。2023年获任国家自然科学基金委员会副主任。

## 生平
1990年7月参加工作。曾任安徽农学院林学系辅导员、人事处秘书、人事处副处长。2003年9月，任安徽财贸学院副院长、党委委员。2007年8月，任阜阳师范学院院长、党委副书记。2011年4月，任安徽工业大学党委书记。2013年11月，任安徽省科学技术厅副厅长（正厅级）。2015年2月，任安徽省科学技术厅党组书记、省合芜蚌自主创新综合试验区工作推进领导小组办公室主任。2015年3月26日，任安徽省科学技术厅厅长。2016年9月，任科学技术部农村科技司司长。2022年8月18日，改任基础研究司司长。2023年4月，任第九届国家自然科学基金委员会副主任。